# Jacques-Emile Sontag
Jacques-Emile Sontag (Dinsheim-sur-Bruche, 6 giugno 1869 – Urmia, 31 luglio 1918) è stato un arcivescovo cattolico e missionario francese.

## Biografia
Jacques-Emile Sontag nacque a Dinsheim-sur-Bruche il 6 giugno 1869 in una famiglia di semplici agricoltori.

### Formazione e ministero sacerdotale
Nel 1883 entrò nella Congregazione della missione. Studiò presso la scuola lazzarista Notre-Dame de Prime-Combe nel Gard e poi a Parigi.
L'8 giugno 1895 fu ordinato presbitero. Lo stesso anno venne inviato a Urmia, in Persia, come insegnante di francese. Si unì così alla missione lazzarista attiva in Persia dal 1840. Nel 1897 assunse la direzione della casa lazzarista di Teheran che sviluppò notevolmente fino al 1910 nonostante i disordini politici della rivoluzione del 1909. Per tutti gli anni della sua presenza in Persia, fu vicino agli assiro-caldei presenti in queste regioni dall'alba del cristianesimo.

### Ministero episcopale
Il 13 luglio 1910 papa Pio X lo nominò arcivescovo di Ispahan e delegato apostolico in Persia. Ricevette l'ordinazione episcopale il 28 agosto successivo a Parigi dall'arcivescovo metropolita di Parigi Léon-Adolphe Amette, co-consacranti il già delegato apostolico in Persia Hilarion Joseph Montéty Pailhas e il vescovo di Orano Edouard-Adolphe Cantel.
Il suo episcopato fu turbato da eventi esterni e interni al paese. Nonostante ciò, si sforzò di sviluppare scuole, orfanotrofi, dispensari, ospizi, chiese, il seminario caldeo di Khosrowa, la tipografia di Urmia e incoraggiò l'apprendimento della lingua aramaica. Uno dei suo dialetti, il siriaco, viene usata nella liturgia dagli assiro-caldei.
Nel 1911, le truppe russe, approfittando della crisi del potere persiano, presero possesso del nord-ovest persiano, l'Azerbaigian iraniano. Dopo il loro ingresso in guerra i turchi condussero offensive contro i russi che finirono per evacuare la regione di Urmia e Salmas il 1º gennaio 1915. Immediatamente, le truppe ottomane e gli irregolari curdi occuparono questa regione tra il 4 gennaio e il 15 maggio dello stesso anno.
Quando scoppiò la prima guerra mondiale, monsignor Sontag era appena tornato a Urmia dopo un viaggio in Europa. Testimoniò le atrocità commesse nella regione di Urmia-Salamas riassumendole con questa frase "La nostra cristianità ha rivisto i giorni di Decio". Il dottor Johannes Lepsius, i padri domenicani Jacques Rhétoré, Marie-Dominique Berré, Hyacinthe Simon e molte altre personalità, diplomatici, scrittori, giornalisti scrissero sulla questione del genocidio assiro o assiro-caldeo perpetrato dalle forze ottomane e curde nel 1915 nel loro territorio e in questa regione della Persia nordoccidentale.
Nel luglio del 1918, Urmia fu nuovamente occupata dalle truppe ottomane e dagli irregolari curdi. Il 27 luglio fu dato l'assalto alle missioni. A questo proposito nel luglio del 1921 scrisse G. Latouche: "Mons. Sontag, delegato apostolico, fu per primo braccato e fucilato. Poco dopo mons. Thomas Audo, arcivescovo di Urmiah, subì la stessa sorte. Furono massacrati anche i nostri missionari e il clero assiro-caldeo, che esercitavano la carica di clero nativo; poi è stata la volta dei fedeli [...]". Monsignor Sontag venne fucilato e morì martire il 31 luglio 1918 all'età di 49 anni. Venne giustiziato con il vescovo e studioso assiro-caldeo Thomas Audo, diversi sacerdoti e tanti fedeli. La stampa francese mise in evidenza la persecuzione in numerosi giornali e riviste come La Croix, Le Rappel, L'Univers, Le xixe siècle, Le Journal des Débats politiques et littéraires, Le Gaulois e Le Temps.

## Memoria
La corrispondenza di monsignor Sontag è conservata dai padri lazzaristi a Parigi nei loro archivi.
Anche di recente, la memoria di monsignor Sontag è stata onorata. Il quotidiano L'Alsace il 17 settembre 2016 titolava: "Mons. Sontag, martire dei cristiani d'Oriente".

## Documenti
Parte della corrispondenza di monsignor Sontag è stata pubblicata negli Annales de la Congrégation de la Mission e in raccolte di lettere edificanti scritte dai sacerdoti di questa congregazione e dalle Figlie della carità di San Vincenzo de' Paoli..
Aristide Châtelet scrisse diversi articoli nella Revue d'Histoire des Missions  sulla missione lazzarista in Persia che trattano del periodo in cui monsignor Sontag era attivo nel paese.
La testimonianza di monsignor Pierre Aziz Ho, eparca di Salmas, venne raccolta da Joseph Naayem nella sua opera del 1921 Shall this nation die?, New York, Chaldean Rescue, con prefazione di James Bryce.

## Causa di beatificazione
Il 6 gennaio 2021 si è aperto a Parigi la causa di beatificazione di monsignor Jacques-Emile Sontag e dei padri vincenziani François Miraziz, Mathurin L'Hotellier e Nathanaël Dinkha, morti in Iran nel 1918.

## Genealogia episcopale
La genealogia episcopale è:
- Cardinale Guillaume d'Estouteville, O.S.B.Clun.
- Papa Sisto IV
- Papa Giulio II
- Cardinale Raffaele Sansone Riario
- Papa Leone X
- Papa Paolo III
- Cardinale Francesco Pisani
- Cardinale Alfonso Gesualdo di Conza
- Papa Clemente VIII
- Cardinale Pietro Aldobrandini
- Cardinale Laudivio Zacchia
- Cardinale Antonio Barberini, O.F.M.Cap.
- Cardinale Nicolò Guidi di Bagno
- Arcivescovo François de Harlay de Champvallon
- Cardinale Louis-Antoine de Noailles
- Vescovo Jean-François Salgues de Valderies de Lescure
- Arcivescovo Louis-Jacques Chapt de Rastignac
- Arcivescovo Christophe de Beaumont du Repaire
- Cardinale César-Guillaume de la Luzerne
- Arcivescovo Gabriel Cortois de Pressigny
- Arcivescovo Hyacinthe-Louis de Quélen
- Vescovo Louis-Charles Féron
- Vescovo Pierre-Alfred Grimardias
- Cardinale Guillaume-Marie-Romain Sourrieu
- Cardinale Léon-Adolphe Amette
- Arcivescovo Jacques-Emile Sontag, C.M.